# Cabera lativittata
Cabera lativittata là một loài bướm đêm trong họ Geometridae.